# Чамула
Чамула (исп. Chamula), также известен как Сан-Хуан-Чамула (исп. San Juan Chamula) — посёлок на юго-востоке Мексики в штате Чьяпас, входит в состав одноимённого муниципалитета и является его административным центром. Численность населения, по данным переписи 2020 года, составила 4727 человек.

## Топонимика
Название Chamula с языка цоциль можно перевести как: жидкая глина для самана.

## История
До появления европейских колонистов Чамула была важным центром индейского народа цоцили.
В 1524 году она была захвачена испанцами во главе с капитаном Луисом Марином. С 1524 по 1528 годы была энкомьендой известного историка Берналя Диаса дель Кастильо.
В 1869 году в окрестностях поселения произошло восстание местных индейцев, известное в истории, как бунт каст.